# Saukar
Saukar a. Sugar (arab. السوقر, fr. Sougueur) – miasto i gmina w Algierii, w prowincji Tijarat. W 2008 liczyło 78 956 mieszkańców.